# Valerie Pascal Delacorte
Valéria Hidvéghy o Valerie Pascal Delacorte (14 de junio de 1914-14 de julio de 2011) fue una actriz húngara.

## Vida
Delacorte nació en Budapest y atravesó el telón de acero para casarse con el productor de cine Gabriel Pascal. Actualmente es más conocida por sus memorias de 1970 sobre él, The Disciple and His Devil: Gabriel Pascal and Bernard Shaw. En una carta al director del New York Times en 1995, escribió que el personaje de Eliza en la piel de una princesa magiar en "My Fair Lady" se lo debía a su primer esposo.
Tras la muerte de Pascal, se casó con George T. Delacorte, Jr. en 1959 y junto a él se convirtió en filántropa, además de salvaguardar la correspondencia y el legado de Pascal. También sobrevivió a su segundo esposo y en 1991, tres años después de su muerte, hizo su primera donación de un millón de dólares y cinco cuadros de maestros antiguos al Norton Museum of Art. En total donó 60 cuadros al museo.
Delacorte murió en su casa en Palm Beach Gardens.